# Sant Esteve de Soldevila
Sant Esteve de Soldevila és una església del municipi de Balsareny (Bages) inclosa en l'Inventari del Patrimoni Arquitectònic de Catalunya.

## Descripció
L'antiga església era un edifici romànic d'una sola nau, rectangular, desproveïts de creuer, amb un absis semicircular, sense decoració. L'any 1942 sofrí una sèrie de transformacions: s'hi afegí un transsepte, i en ell s'hi construïren dues absidioles d'estil neoromànic, flanquejant l'antic absis. Últimament s'han dut a terme algunes tasques de restauració, consistents en la reobertura de la finestra de l'absis i en treure el guix dels paraments interiors. L'aparell és ben ordenat i disposat en filades.
La coberta és a doble vessant. La porta, a ponent, és de mig punt. Adovellada. Al damunt de la porta s'obren dues finestres també de mig punt, igual que els dues laterals. Un altre punt de llum és l'ull de bou en un lloc elevat de la façana. Aquesta cara de ponent culmina amb un senzill campanar d'espadanya.

## Història
L'església apareix citada el 1038 al testament d'Ingilberga de Balsareny, esposa de Guifré de Balsareny, que era el senyor del castell. Hom creu que devia tenir el caràcter d'una església rural.
El 1897 en Josep Soldevila i Casas fundà una colònia tèxtil en aquell lloc i l'església es convertí en ajuda de la parròquia de Balsareny. El 1942 s'amplià amb dos absis neoromànics.
Fa pocs anys s'hi ha fet alguna restauració que permet descobrir més bé la part antiga de la construcció. L'església es trobava dins l'antic terme del castell de Balsareny. Actualment és sufragània de la parròquia de Balsareny.